# Mehdi Eker
Mehmet Mehdi Eker török politikus, állatorvos, parlamenti képviselő (Bismil, 1956. január 1. –). Recep Tayyip Erdoğan kormányában 2005. június 2. óta élelmezésügyi, mezőgazdasági és állattenyésztési miniszter.

## Életrajz
A délkelet-anatóliai régióban, Bismil városában Diyarbakır tartományban, kurd családba született, apja neve Ali Haydar, anyja neve Fehime.
A helyi Ziya Gökalp Líceum elvégzését követően az Ankarai Egyetemen állatorvosként diplomázott. Később az aberdeeni egyetemen szerzett mesterfokozatot, majd Ankarában doktorált.
Az 59. török kormány mezőgazdasági és falvakért felelős minisztereként kezdte politikai pályáját, melyet 2007 augusztusa és 2011 júliusa között mezőgazdasági és élelmezésügyi miniszteri posztnak hívtak. A harmadik Erdoğan-kormány hatalomra kerülése után nevezték át élelmezésügyi, mezőgazdasági és állattenyésztési miniszterré beosztását.
2005-ben a madárinfluenza-járvány kitörésekor nyilatkozatot tett, miszerint a főtt csirke fogyasztása biztonságos. Erre válaszként a török Kanal A televíziós csatorna feltette a kérdést: Eszik-e csirkét a miniszter? Élő adásban szolgáltak fel frissen sütött kétlábút, de Eker miniszter visszautasította az ajánlatot.
Másik elhíresült megjegyzése az uniós normák módosítása volt az élelmiszer-egészségügyi szabályozásoknak való megfelelés kapcsán, hogy az emberi fogyasztásra szánt sertés- és lóhús besorolását osztályozzák újra.

## Magánélete
Angolul beszél, nős, három gyermeke van.

## Fordítás
- Ez a szócikk részben vagy egészben  a   Mehmet Mehdi Eker című török Wikipédia-szócikk fordításán alapul.  Az eredeti cikk szerkesztőit annak laptörténete sorolja fel. Ez a jelzés csupán a megfogalmazás eredetét és a szerzői jogokat jelzi, nem szolgál a cikkben szereplő információk forrásmegjelöléseként.
- Ez a szócikk részben vagy egészben  a   Mehmet Mehdi Eker című angol Wikipédia-szócikk fordításán alapul.  Az eredeti cikk szerkesztőit annak laptörténete sorolja fel. Ez a jelzés csupán a megfogalmazás eredetét és a szerzői jogokat jelzi, nem szolgál a cikkben szereplő információk forrásmegjelöléseként.